# Eucalyptus dolichorhyncha
Eucalyptus dolichorhyncha är en myrtenväxtart som först beskrevs av Murray Ian Hill Brooker, och fick sitt nu gällande namn av Murray Ian Hill Brooker och Stephen Donald Hopper. Eucalyptus dolichorhyncha ingår i släktet Eucalyptus och familjen myrtenväxter. Inga underarter finns listade i Catalogue of Life.